# 엔테베 작전 (영화)
《엔테베 작전》(영어: Entebbe)은 2018년에 개봉한 미국, 영국의 범죄, 드라마, 스릴러 영화이다. 호세 파딜라가 감독을 그레고리 버크가 각본을 맡았다. 미국에서는 2018년 3월 16일에, 영국에서는 2018년 5월 11에, 대한민국에서는 2018년 6월 7일에 개봉되었다.

## 줄거리
1976년 우간다 엔테베 국제공항에 착륙한 한 대의 비행기
파리로 향하던 중 납치된 이 비행기에는 이스라엘 국민들이 타고 있었다.
납치범들의 요구 사항은 팔레스타인 무장 세력의 석방과 500만 달러.
테러범과의 협상은 절대 불가하다는 강경한 입장과
국민들을 구하기 위해서는 우간다를 침공해야 하는 극단적 선택의 기로에 놓인 정부는
테러범의 요구를 수용하는 협상을 내세우며 비밀스러운 군사 작전을 준비한다.
자신들의 신념으로 뭉친 테러범, 정치 분쟁에 휩싸인 이스라엘 정부
전쟁의 희생양이 된 239명의 승객들, 희박한 성공 확률에 목숨 건 특수부대
20세기 최대의 구출 작전에 숨겨진 이야기가 공개된다.

## 출연진
주연
- 로자먼드 파이크 - 브리짓 쿨만 역
- 다니엘 브륄 - 월프리드 보제 역
- 에디 마산 - 시몬 페레스 역
- 라이어 애쉬케나지 - 이츠하크 라빈 총리 역

조연
- 논소 아노지 - 이디 아민 역
- 드니 메노세 - 자크 역
- 벤 슈네처 - 지브 허쉬 역
- 안드레아 덱 - 패트리샤 마르텔 역
- 마크 이바니어 - 모타 구르 장군 역
- 후안 파블로 라바 - 후안 파블로 역
- 이프타크 클레인 - 에후드 바라크 역
- 피터 설리번 - 아모스 역
- 플린 알렌 - 아리엘 역
- 가브리엘 콘스탄틴 - 알랭 모리나 역

단역
- 카밀 레미에쉐브스키 - 그릭 역
- 나탈리 스톤 - 레아 라빈 역
- 브론티스 조도로브스키 - 바코스 역
- 데이빗 안넨 - 육군 역
- 빈센트 리오타 - 댄 역
- 누프 맥이완
- 로렌스 부바드 - 세실 수녀 역
- 잉그리드 크라이기에 - 레나타 베르너 역